# Giải Locus cho tiểu thuyết tưởng tượng hay nhất
Giải Locus cho tiểu thuyết tưởng tượng hay nhất (tiếng Anh: Locus Award for Best Fantasy Novel) là một trong loạt Giải Locus do tạp chí Locus thiết lập năm 1978, dành cho các tiểu thuyết tưởng tượng được bầu chọn là hay nhất. Những tác phẩm được bầu chọn phải được xuất bản trong năm trước đó.

## Những tác phẩm đoạt giải
| Năm  | Tác phẩm                                 | Tác giả               |
| ---- | ---------------------------------------- | --------------------- |
| 1978 | The Silmarillion                         | J. R. R. Tolkien      |
| 1980 | Harpist in the Wind                      | Patricia A. McKillip  |
| 1981 | Lord Valentine's Castle                  | Robert Silverberg     |
| 1982 | The Claw of the Conciliator              | Gene Wolfe            |
| 1983 | The Sword of the Lictor                  | Gene Wolfe            |
| 1984 | The Mists of Avalon                      | Marion Zimmer Bradley |
| 1985 | Job: A Comedy of Justice                 | Robert A. Heinlein    |
| 1986 | Trumps of Doom                           | Roger Zelazny         |
| 1987 | Soldier of the Mist                      | Gene Wolfe            |
| 1988 | Seventh Son                              | Orson Scott Card      |
| 1989 | Red Prophet                              | Orson Scott Card      |
| 1990 | Prentice Alvin                           | Orson Scott Card      |
| 1991 | Tehanu: The Last Book of Earthsea        | Ursula K. Le Guin     |
| 1992 | Beauty                                   | Sheri S. Tepper       |
| 1993 | Last Call                                | Tim Powers            |
| 1994 | The Innkeeper's Song                     | Peter S. Beagle       |
| 1995 | Brittle Innings                          | Michael Bishop        |
| 1996 | Alvin Journeyman                         | Orson Scott Card      |
| 1997 | A Game of Thrones                        | George R. R. Martin   |
| 1998 | Earthquake Weather                       | Tim Powers            |
| 1999 | A Clash of Kings                         | George R. R. Martin   |
| 2000 | Harry Potter and the Prisoner of Azkaban | J. K. Rowling         |
| 2001 | A Storm of Swords                        | George R. R. Martin   |
| 2002 | American Gods                            | Neil Gaiman           |
| 2003 | The Scar                                 | China Miéville        |
| 2004 | Paladin of Souls                         | Lois McMaster Bujold  |
| 2005 | Iron Council                             | China Miéville        |
| 2006 | Anansi Boys                              | Neil Gaiman           |
| 2007 | The Privilege of the Sword               | Ellen Kushner         |
| 2008 | Making Money                             | Terry Pratchett       |
| 2009 | Lavinia                                  | Ursula K. Le Guin     |
| 2010 | The City & the City                      | China Miéville        |
| 2011 | Kraken                                   | China Miéville        |
| 2012 | A Dance with Dragons                     | George R. R. Martin   |
| 2013 | The Apocalypse Codex                     | Charles Stross        |